# Allmannshofen
Allmannshofen – miejscowość i gmina w Niemczech, w kraju związkowym Bawaria, w rejencji Szwabia, w regionie Augsburg, w powiecie Augsburg, wchodzi w skład wspólnoty administracyjnej Nordendorf. Leży w Parku Natury Augsburg – Westliche Wälder, około 27 km na północ od Augsburga, przy drodze B2.

## Demografia
| Rok  | Liczba mieszk. |
| ---- | -------------- |
| 1910 | 608            |
| 1970 | 807            |
| 1987 | 715            |
| 2000 | 829            |

## Polityka
Wójtem gminy jest Manfred Brummer, rada gminy składa się z 8 osób.
|      | CSU/FWG | Aktive Bürger | FDP/UB | Razem |
| 2008 | 5       | 3             | -      | 8     |
| 2002 | 4       | 3             | 1      | 8     |